# Ulises (orca)

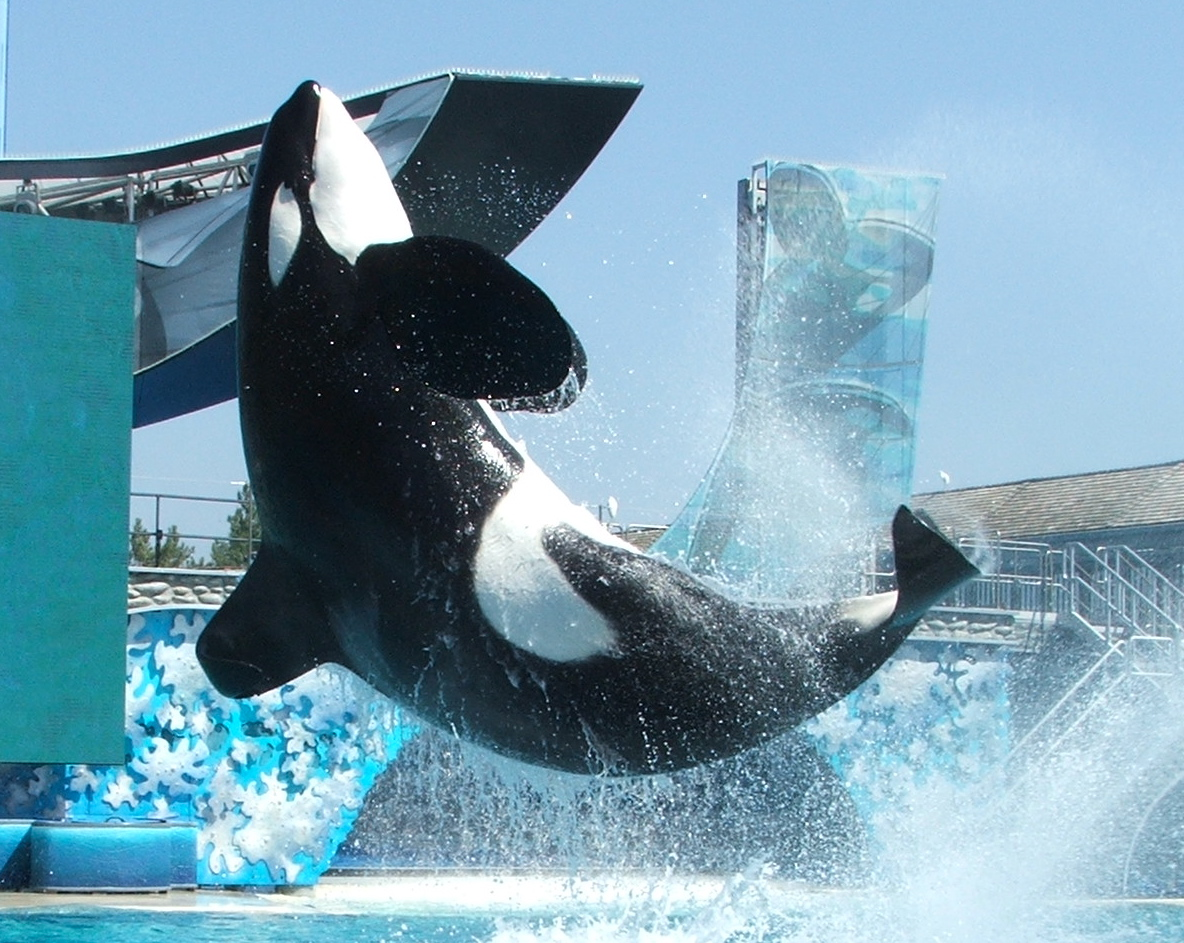
La orca Ulises actuando en el Sea World de San Diego en 2007.

La orca Ulises es una orca macho que durante más de diez años fue uno de los animales más populares del Zoo de Barcelona. Actualmente se encuentra en el Sea World de San Diego, en los Estados Unidos.
Ulises llegó al Zoo de Barcelona en julio de 1983 procedente del Río Safari de Tarragona, a la edad de dos años. Rápidamente se convirtió en la atracción del zoológico junto con Copito de Nieve. Ulises se encontraba instalada en el Aquarama de Barcelona, donde realizaba espectáculos para el público.
Debido a que el recinto se le quedó pequeño a medida que creció y como tenía la necesidad de relacionarse con otros miembros de su especie, el 9 de febrero de 1994 se trasladó a la orca en avión hasta el Sea World de San Diego, donde dispondría de unas instalaciones cuatro veces más grandes que en Barcelona, y donde tendría la compañía de otras orcas.
En 2009 se utilizó su esperma para inseminar a una orca hembra llamada Wikie, que reside en el Marineland de Antibes, y en el 2011 nació su primera cría, Moaná. 
 En 2014 tuvo otra cría llamada Amaya, con Kalia, una hembra que vive en las mismas instalaciones que él.
Mide un total de 5,94 m de largo y pesa 4200 kg. Tiene la aleta dorsal caída parcialmente y la cola retorcida. Sus apodos son Uli, Uli Bear y Big Dog.